# Johann Heinrich Buttstett
Johann Heinrich Buttstett też Buttstedt (ur. 5 maja 1666 w Bindersleben, zm. 1 grudnia 1727 w Erfurcie) – niemiecki kompozytor, organista i teoretyk muzyki okresu baroku.
Nauki gry organowej pobierał u Pachelbela i dzięki jego protekcji został w 1687 r. organistą w kościołach protestanckich i katolickich w Erfurcie. Komponował przede wszystkim msze organowe, ale także inne utwory na instrumenty klawiszowe (gł. organy). Pomimo zainteresowań kompozytorskich nie zyskał sławy w tej dziedzinie. Zapewniły mu ją jednak traktaty teoretyczne. Rozgłos zyskał dzięki Ut mi sol, re fa la, tota musica et harmonia (Erfurt 1717) i Öffnetliche Erklärung (Erfurt 1718), które wywołały ostrą polemikę z Johannem Matthesonem. Buttstedt wystąpił w nich jako zdecydowany zwolennik matematyczno-teologicznego ujęcia nauki o muzyce.